# 正道集團
正道集團有限公司（港交所：1188），是一家在香港交易所上市的工業公司，主要業務為從事環保產品及相關業務，及天然資源業務。為中國汽车製造商华晨汽车集团控股有限公司旗下的控股公司。
值得注意的是該公司前稱為遠東金源集團有限公司及圓通科技有限公司，並由歡樂天地換取上市。

## 外部連結
- 正道集團有限公司 （页面存档备份，存于）